# Paul Merton
Paul Martin (Hammersmith en Fulham (Groot-Londen), 9 juli 1957), beter bekend onder zijn artiestennaam Paul Merton, is een BAFTA-winnende komiek en schrijver. Hij is vooral bekend als teamcaptain in het BBC-programma Have I Got News For You en Whose Line Is It Anyway? van Channel 4.
Zijn stijl wordt gekenmerkt door het met een stalen gezicht beschrijven van extreem onwaarschijnlijke gebeurtenissen. In 2003 stond hij op de lijst van 50 leukste acts in de Britse comedywereld in The Observer. In The Comedian's Comedian, een opiniepeiling onder komieken voor Channel 4 in 2005 was hij twintigste in de lijst van grappigste comedians in het universum. In een opiniepeiling in 2007 stond hij naast grootheden als Oscar Wilde, Spike Milligan en Winston Churchill als een van de grappigste mensen ooit.

## Levensloop
Merton werd geboren als Paul Martin op 9 juli 1957 in de buurt Parsons Green in Hammersmith en Fulham, Groot-Londen. Zijn vader werkte als bestuurder bij de Metro van Londen en zijn moeder was verpleegster, en Merton werd opgevoed door zijn grootvader die bij ze woonde in hun door de overheid gesubsidieerde woning.
Hij behaalde een slecht resultaat in de "eleven plus", een toets aan het einde van het basisonderwijs, en haalde een onvoldoende voor zijn opleiding metaalbewerking. Later ging hij naar Wimbledon College. In zijn werk was zijn ervaring met de ondergeschikte rol van de werkende klasse later een belangrijk onderwerp.
Merton trouwde in 1990 met actrice Caroline Quentin, maar ze scheidden in 1998. Later had hij een relatie met comédienne Sarah Parkinson. Ze trouwden kort voor ze overleed aan de gevolgen van borstkanker op 23 september 2003.
Kort voordat hij bij het grote publiek bekend werd van Have I Got News For You kreeg Merton een zenuwinzinking, waarvoor hij zich zes weken liet opnemen in een psychiatrisch ziekenhuis. Hierover sprak hij vrijuit in een interview met The Guardian, waarin onder meer staat dat hij hallucineerde en dacht dat hij een doelwit was van de vrijmetselaars.

## Carrière
In zijn vroege carrière stond Merton nog bekend onder zijn echte naam, zoals in een aflevering van The Young Ones. Toen hij zich aansloot bij de Britse acteursvakbond Equity, bemerkte hij dat er al een Paul Martin bij de organisatie aangesloten was. Omdat elke naam maar eenmaal mag voorkomen, veranderde hij zijn naam in Merton, naar het gelijknamige district in Londen waar hij opgroeide.

### Toneel
Hoewel hij als sinds zijn schooltijd graag komiek wilde worden, kwam deze droom pas in april 1982 uit, in de Comedy Store in Soho. Hij herinnert zich dat hij tijdens zijn tweede of derde avond hier de stijl vond die hij zijn hele carrière zou gebruiken. Sinds 1985 is hij lid van de improvisatiegroep The Comedy Store Players, met wie hij nog steeds regelmatig optreedt.
Een van de vroegste typetjes die hij bij de Comedy Store speelde, was dat van een politieagent die hallucinogene middelen binnen had gekregen. Dit stuk werd erg populair en Merton bleef hem spelen tot in zijn televisieserie.
In 1986 speelde hij op de Edinburgh Fringe, maar hij werd beroofd terwijl hij een vriend hielp met het ophangen van posters. Hij kreeg een schop tegen zijn hoofd en moest in het ziekenhuis behandeld worden. Een jaar later keerde Merton terug naar Edinburgh. Zijn onemanshow werd een succes en ontving positieve recensies. Maar toen hij met collega's aan het voetballen was brak hij zijn been. In het ziekenhuis kreeg hij longembolie en liep hij hepatitis A op. Hij was de £3,000 kwijt die hij vooruit had betaald voor de huur van het theater. Om hem uit de schulden te helpen hield de Comedy Store een benefietavond voor hem.
In 1999 deed Merton een stand-up tournee genaamd "and this is me PAUL MERTON". Volgens hemzelf had deze show weinig succes: "I did sixty-eight dates. I did shows all over the place: Liverpool, Dublin, Stoke. Sixty-eight dates, two hours per night. Two hours, and not one laugh." ("Ik heb 68 dagen gespeeld. Ik speelde overal, Liverpool, Dublin, Stoke. 68 Dagen, twee uur per nacht. Twee uur, en niet een lach.") In gesprek met Melvyn Bragg legde hij uit dat hij al zo'n tien jaar geen stand-up meer had gedaan, en dat het leek alsof hij het nooit had gedaan. Mensen dachten dat hij altijd alleen maar grappen over het nieuws van de afgelopen week had gemaakt.

### Televisie
Zijn doorbraak op televisie was het resultaat van het improvisatieprogramma Whose Line Is It Anyway?, het programma waarop De Lama's gebaseerd is. In 1988 was dit programma voor het eerst op televisie, nadat er een seizoen op de radio was uitgezonden. Hij bleef tot 1993 vaste gast in Whose Line. In 1990 begon het succesvolle programma Have I Got News For You, het Britse origineel van Dit was het nieuws. Hierna volgden twee seizoenen van zijn eigen sketch-comedyserie Paul Merton: The Series. Ook speelde hij in 1996 in de serie Paul Merton in Galton & Simpson's.... Deze serie werd niet goed ontvangen, maar in 2007 toch uitgebracht op dvd.
In 1996 nam Merton een jaar vrij van Have I Got News For You, tijdens het elfde seizoen van die serie. Hij verscheen alleen eenmaal als gast bij zijn gewoonlijke tegenstander Ian Hislop. Merton legde later uit dat hij moe van het programma was geworden, en dat het programma hierna alleen maar beter was geworden. In 2002 verschenen er in de Britse roddelbladen verhalen over Angus Deayton, de presentator van het programma, die hem in verband brachten met prostitutie en drugsgebruik, waarna hem gevraagd werd het programma te verlaten. De volgende aflevering werd door Merton gepresenteerd.
In 1999 verving Merton Nick Hancock als presentator van Room 101, een praatprogramma waarin de gasten hun meest gehate mensen en dingen kunnen verbannen naar een martelkamer. Dit concept is gebaseerd op de roman 1984 van George Orwell. Hij presenteerde 64 afleveringen waarna hij 2007 stopte. Zijn laatste gast was Ian Hislop, de enige gast die twee keer in het programma mocht komen. Hij vernietigde dingen waarvan hij wist dat Merton ervan hield, zoals The Beatles en de films van Charlie Chaplin.
Merton staat bekend als comedykenner, vooral van de oude filmkomieken. In 2006 verscheen op BBC Four de serie Paul Merton's Silent Clowns, een vierdelige documentaireserie over de komedie in stomme films van Buster Keaton, Charlie Chaplin, Laurel en Hardy en Harold Lloyd. In 2006 kwam Merton met een toneelversie van dit programma, waarmee hij in 2007 door het Verenigd Koninkrijk toerde.
In 2007 presenteerde Merton ook de vierdelige reisdocumentaire genaamd Paul Merton in China.
Vanaf januari 2008 is hij de presentator van de Engelse versie van Gelukkig je bent er op de zender ITV.
Vanaf maart 2012 is hij, naast vast panellid van het radioprogramma Just a Minute, ook vast panellid van de televisieversie.

### Radio
Aan het einde van de jaren 80 verscheen Merton in de serie The Big Fun Show op BBC Radio 4. Van 1993 tot 1995 was hij een van de vaste acteurs van de improvisatieseroe The Masterson Inheritance. Ook was hij regelmatig te gast in de programma's Just a Minute en I'm Sorry I Haven't a Clue. In 2000 presenteerde hij Two Priests and a Nun Go into a Pub, waarin hij Britse en Ierse comedians interviewde die (net als hijzelf) katholiek opgevoed waren.

### Prijzen
Na zeven nominaties voor een BAFTA Award voor Best Entertainment Performance, won hij de prijs eindelijk in april 2003. Hiermee versloeg hij zijn ex-collega van Have I Got News For You Angus Deayton, die eerder dat jaar was ontslagen. In 2007 kreeg hij een BAFTA-nominatie voor zijn documentaire Paul Merton in China.
- International Standard Name Identifier: 0000 0001 2407 9014
- Library of Congress Control Number: nr2007005089
- MusicBrainz: 248eb13f-7e7f-4858-81a9-7424e905cffe
- Virtual International Authority File: 236050027
- WorldCat: E39PBJpPxj6wH3GTCvQMyH63Qq